# Leone Sinigaglia

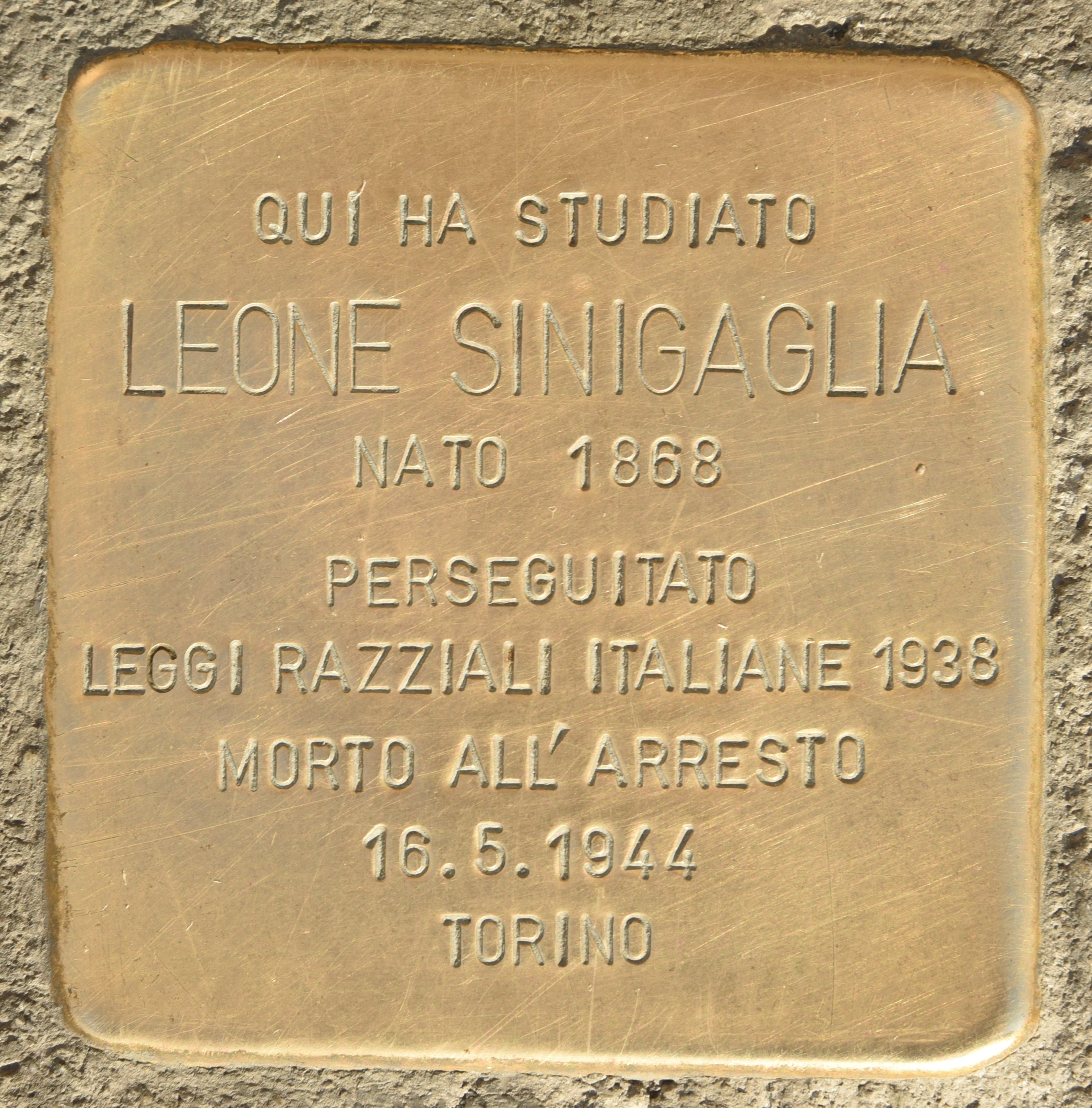
Un obstáculo para Leone Sinigaglia

Leone Sinigaglia (Turín, 14 de agosto de 1868 - Turín, 16 de mayo de 1944) fue un compositor italiano.

## Biografía
Nacido en el seno de una familia de la alta burguesía turinesa, Sinigaglia creció en Turín a finales del siglo XIX, conociendo a las personalidades más representativas del pensamiento, de las artes y de la ciencia que a la vez vivían en su ciudad, como Galileo Ferraris, Cesare Lombroso, Leonardo Bistolfi.
Apasionado de la literatura y del alpinismo desde su juventud, el joven Sinigaglia tenía períodos de vacaciones en un pueblo de descanso en la localidad de Cavoretto, algo retirado de la ciudad, lugar que era muy importante para su inspiración. entre sus primeras pruebas compositivas de aquellos años turineses destaca la Romanza op. 3 para corno inglés y cuarteto de cuerda (1888).
Comenzó a viajar por motivos de estudio: después de haber vivido en varias ciudades europeas desde 1894 residió en Viena, donde se convierte en íntimo amigo de Johannes Brahms, y de este compositor alemán toma el gusto por la música considerada absoluta, estudiando con Eusebius Mandyczewski. En aquellos años nacieron muchas piezas (o lieds) y el Concierto para violín y orquesta op. 20.
En 1900 fue a Praga (actualmente, capital de República Checa) con Antonín Dvořák (fue tal vez la amistad con el Cuarteto Bohemio cerca de Viena que lo condujo al compositor): de Dvořák aprendió la capacidad de introducirse en las estructuras académicas con la atención a la canción popular.

## Su obra
A partir de su regreso a Turín en 1901 y durante unos diez años más tarde, Sinigaglia trascribió una enorme cantidad de canciones populares arcaicas provenientes de la tradición oral, en gran parte se reunieron en la colina de Cavoretto. Adaptó algunas de esas canciones a una versión para canto y pianoforte que afectó el lenguaje de la lírica de cámara del área alemana de fines del siglo XIX: surgieron las Viejas canciones populares del Piamonte (publicadas inicialmente en Leipzig por Breitkopf & Härtel en 1914 en número de doce, sucesivamente incrementadas con un tercero y cuarto fascículo en 1921 y con un quinto y sexto fascículo en 1927).
Al lado de esta colección, y para que el nombre de Sinigaglia sea recordado aún hoy en día, otras de sus composiciones del mismo período llevan la huella de un profundo amor por el alma musical de su región, como por ejemplo en las dos ‘’Danzas piamontesas’’ op. 31 (1905) y en ‘’la Suite para orquesta “Piamonte”’’ (1909), ambas obras están estrechamente ligadas el nombre de Arturo Toscanini, quien las interpretó con frecuencia.
Otras páginas no connotadas étnicamente fluían por aquellos años felices: la obertura a las ‘’Baruffe Chiozzotte’’ (1907), junto a las obras piamontesas, fueron interpretadas por directores del calibre de Wilhelm Furtwängler y de John Barbirolli. Sobre la vertiente de la música de cámara, aún se recuerdan las dos sonatas, respectivamente para violonchelo y pianoforte op. 41 y para violín y pianoforte op. 44, después de todo aún siguen ligadas al universo de sonata y de cámara centroeuropeo del siglo XIX.
Su productividad se redujo progresivamente en las décadas siguientes, mientras el ambiente musical de Europa estaba siendo atravesado por vientos de grandes cambios. Su existencia estaba destinada a finalizar de manera trágica durante la Segunda Guerra Mundial: su origen judío lo hizo objeto de persecuciones por parte de la policía nazi que ocupó Turín durante 1944; en el momento de su arresto, un síncope le produjo la muerte.

## Fuente primordial
- La versión inicial de este artículo fue creada a partir de la traducción parcial del artículo Leone Sinigaglia de la Wikipedia en italiano, bajo licencia GFDL.